# Więcemir
Więcemir, Więcemiar, Więcemier, Więcmier – staropolskie imię męskie, złożone z członów Więce- ("więcej") i -mir ("pokój, spokój, dobro"). Oznacza "tego, który przysparza pokoju".
Więcemir imieniny obchodzi 19 września.
Zobacz też:
- Więcemierz